# Анна Алансонская
А́нна Алансо́нская  (итал. Anna di Alençon, фр. Anne d’Alençon; 30 октября 1492, Королевство Франция — 9 октября 1562, Казале, Маркграфство Монферрато) — принцесса из дома Валуа, дочь Рене, герцога Алансона. В своём праве дама де ла Герш.
Жена маркграфа Вильгельма IX Палеолога; в замужестве — маркграфиня Монферрато. С 1518 по 1530 год была регентом маркграфства Монферрато при несовершеннолетнем маркграфе Бонифации IV Палеологе.

## Происхождение
Родилась 30 октября 1492 года. Она была младшим ребёнком из трёх детей в семье герцога Алансона Рене и Маргариты Водемон-Лотарингской, принцессы из Лотарингского дома. По отцовской линии приходилась внучкой герцогу Алансона и графу Перша из дома Валуа Жану II Доброму и Марии д’Арманьяк, графине из дома Арманьяков. По материнской линии была внучкой графа Водемона и сеньора Жуанвиля Ферри II и Иоланды Лотаринской, герцогини Лотарингии и Бара из Младшего Анжуйского дома.
2 ноября 1492 года принцесса потеряла отца. Овдовевшая мать осталась с тремя детьми, старшему из которых было три года, а младшей всего два дня от роду. Анна имела старшего брата Шарля, будущего герцога Алансона под именем Карла IV, и старшую сестру Франсуазу, в замужестве герцогиню де Водемон. Поддержку матери принцессы, в её стремлении устроить судьбу детей, оказывал король Франции Людовик XII.

## Брак и потомство
По желанию французского короля, его министр ― кардинал Жорж д’Амбуаз в декабре 1501 года обручил девятилетнюю Анну с пятнадцатилетним маркграфом Монферрато Вильгельмом IX Палеологом (10 августа 1486 — 4 октября 1518). Через этот брак двор в Париже рассчитывал усилить свои позиции в регионе, претендуя на владение Миланом. За принцессой было дано приданное в размере восьмидесяти тысяч турских ливров. Официальная церемония бракосочетания состоялась после достижения женихом и невестой канонического возраста. 31 августа 1508 года их обвенчали в церкви Святейшего Спасителя в Блуа. Брак оказался счастливым. Первой резиденцией маркграфской четы был замок Понтестура. Затем они перенесли свой двор в замок Казале.
В семье у Анны и Вильгельма IX родились трое детей — сын и две дочери:
- Мария (19 августа 1509 — 1530), 15 апреля 1517 года сочеталась браком с наследным принцем Мантуи Федерико (17 мая 1500 — 28 июня 1540), который через два года стал маркграфом Мантуи под именем Федерико II Гонзага, консуммация брака была отложена до достижения невестой совершеннолетнего возраста, однако в 1528 году сторона жениха аннулировала матримониальный союз;
- Маргарита (11 августа 1510 — 28 декабря 1566), 16 ноября 1531 года сочеталась браком с герцогом Мантуи Федерико II Гонзага (17 мая 1500 — 28 июня 1540), вместе с которым 3 ноября 1536 года указом императора Карла V унаследовала маркграфство Монферрато;
- Бонифачо (21 декабря 1512 — 17 октября 1530), с 1518 года маркграф Монферрато под именем Бонифация IV Палеолога, умер молодым, не успев оставить потомства.

В войне Камбрейской лиги маркграф Вильгельм IX участвовал на стороне французского королевства. После победы в битве при Мариньяно, в сентябре 1515 года король Франции Франциск I, который приходился шурином брату Анны, оказал торжественный приём маркграфской чете в Виджевано. Во время приёма Анна предложила королю провести время Святок у них с мужем в замке Казале.
В том же году в Мантуе начались переговоры о браке старшей дочери Вильгельма IX с наследником мантуанского маркграфа Франческо II Гонзага. Переговоры были приостановлены и продолжились в начале 1517 года. Матримониальный проект получил одобрение со стороны двора в Париже. Церемония бракосочетания прошла в Казале в апреле 1517 года, но до достижения совершеннолетия молодая жена осталась в доме родителей. Вскоре двор в Казале, по пути к гроту Марии Магдалины в Сент-Боме, посетила маркграфиня Мантуи Изабелла д’Эсте, сумевшая во время визита подружиться со своей сватьей. Изабелла познакомила Анну с блаженной Еленой Дульоли, и та стала духовной наставницей маркграфини Монферрато.
В том же 1517 году ухудшилось здоровье Вильгельма IX. Чтобы облегчить страдания мужа, Анна осенью того же года совершила паломничество в Сакро-Монте-ди-Варалло и Санта-Мария-дель-Монте-сопра-Варезе; последнее святилище находилось в ведении монахинь-августинок, подвизавшихся по правилам Катерины Мориджи и Джулианы Пуричелли. Однако болезнь маркграфа лишь обострилась. Из-за слабого здоровья юного наследника, Анна убедила мужа признать право наследования в маркграфстве по женской линии в случае пресечения мужской. Подписав завещание, Вильгельм IX скончался 4 октября 1518 года.

## Вдовство и регентство
Оставшись молодой вдовой, Анна не утратила внешней привлекательности. Посетивший в декабре 1517 года двор в Казале, кардинал Луиджи д’Арагона описал её, как «изящную и очень красивую». В 1526 году во вдовствующую маркграфиню влюбился поэт Клеман Маро. Однако замуж она больше не вышла. Согласно завещанию покойного мужа, Анна стала регентом при несовершеннолетнем маркграфе Монферрато Бонифации IV. Править маркграфством ей помогали деверь Джанджорджо Палеолог и регентский совет, в который входили благородные подданные маркграфства, такие как историк-хронист Бенвенуто Санджорджо и придворный поэт Галеотто дель Карретто.
Регентство Анны пришлось на время двух войн в регионе между французским королём и императором. Чтобы защитить свои владения от разорения, Анне приходилось откупаться от армий противоборствовавших сторон. В 1521 году она заплатила двадцать пять тысяч золотых скудо имперскому войску во главе с Посперо Колонна, покрыв долг императора по зарплате имперским наёмникам. Ещё большие суммы вдовствующей маркграфине пришлось выплатить войску французского королевства во главе с Карлом де Бурбоном, вторгшемуся на территорию Монферрато; чтобы откупиться от соотечественников ей пришлось продать свои драгоценности. Вскоре после начала Четырёхлетней войны в маркграфстве разразилась эпидемия чумы, которая продлилась около десяти лет. Борясь с пандемией, Анна основывала братства милосердия, члены которых оказывали помощь больным, и поддерживала работу госпиталей в Казале.
В 1524 году вдовствующая маркграфиня оказала торжественный приём при дворе в Казале вице-королю Неаполя и военачальнику имперской армии Шарлю де Ланнуа, который зимой следующего года в сражении при Павии разбил французов и пленил короля Франциска I. Брат Анны, командовавший арьергардом французов, не вступил в бой, решив спасти оставшуюся часть войска. По возвращении герцог Алансона был обвинён в измене и вскоре умер. Анна, вместе со старшей сестрой Франсуазой, унаследовали часть владений и прав на владения покойного брата, с чем не согласилась его вдова, которая начала судебную тяжбу, закончившуюся лишь со смертью всех трёх наследниц.
В том же 1524 году старшая дочь вдовствующей маркграфини, бывшая замужем за маркграфом Мантуи, достигла возраста брачного согласия. Однако к тому времени у супруга принцессы появилась замужняя любовница, от которой он успел прижить незаконнорожденных детей. Настойчивая просьба Анны к зятю вспомнить о супружеском долге и осуществить брак возымела обратную реакцию. Федерико II Гонзага обвинил жену и тёщу в намерении отравить его любовницу и попросил римского папу аннулировать матримониальный союз. Климент VII инициировал расследование, а после объявил брак маркграфа Мантуи недействительным в виду отсутствия консумации. Сразу после этого к Анне с предложением выдать за него старшую дочь обратился герцог Милана.
В 1528 году в Монферрато начался голод. Молодой маркграф по просьбе матери основал Склад зерна для бедных при дворце епископа Казале. В 1530 году Анна передала правление достигшему совершеннолетия сыну, который умер 6 июня 1530 года, упав с лошади во время охоты. 15 сентября того же года Анна потеряла и старшую дочь, через пять дней после смерти которой тот же понтифик, который аннулировал брак принцессы, признал его действительным.

### Борьба за наследства
После смерти Бонифация IV указом императора Карла V вдовствующая маркграфиня была оставлена соправительницей при своём девере Джанджорджо Палеологе, который стал новым маркграфом Монферрато. Из многочисленных матримониальных предложений к младшей дочери Анна остановила свой выбор на вдовце старшей дочери, Федерико II Гонзага. В октябре 1530 года деверь Анны предпринял неудачную попытку легитимировать своего бастарда. Отказу, который он получил от императора, предшествовали действия Анны и герцога Мантуи. 26 октября 1530 года в Аугсбурге император Карл V разрешил брак младшей дочери Анны с вдовым зятем; разрешение достигло двора в Казале в июле 1531 года, и в октябре того же года состоялась официальная церемония бракосочетания. В приданное за невестой жених получил сто тысяч золотых дукатов.
В декабре 1532 года Анна помогла дочери и зятю получить тайный указ императора о признании за Маргаритой прав на наследование владений дома, если её дядя умрёт, не оставив наследника. Тогда же маркграф Джанджорджо Палеголог начал подыскивать себе жену. Анна и герцог Мантуи предложили Карлу V женить маркграфа на немолодой неаполитанской принцессе Джулии, племяннице императора. Брак по доверенности был заключён в марте 1533 года, а в апреле того же года, когда невеста прибыла ко двору в Казале, на следующий день после свадьбы больной Джанджорджо Палеолог умер. Появились слухи, что маркграфа отравили по приказу Анны и её зятя, однако вскрытие опровергло все обвинения.
Когда подданные Монферрато отказались признать своим правителем герцога Мантуи, Анна выступила на стороне Федерико II. Противники дома Гонзага обратились к Карлу V с просьбой признать их правителем бастарда покойного маркграфа и женить его на вдове отца, племяннице императора. Но тот, стараниями всё тех же Анны и герцога Мантуи, отказал смутьянам. Тогда последние обратились к герцогу Савойи Карлу III с просьбой принять их в своё подданство. Ситуацией решил воспользоваться и сам император Карл V, который направил в Монферрато своего наместника, чтобы впоследствии завладеть маркграфством.
В 1533 году в Милане началось рассмотрение дела о монферратском наследстве. Анна передала зятю важные для него с женой документы из архива маркграфов Монферрато и разрешила перевезти часть архива из Казале в Мантую. Процесс длился три года. Анна, которую император на время процесса поставил правительницей маркграфства, действовала в интересах дочери и зятя. Подкуп судей решил вопрос в пользу герцога Мантуи, который 3 ноября 1536 года указом императора, вместе с супругой, получил во владение маркграфство Монферрато.
В 1538 году Анна при дворе в Париже лично заявила свои права на наследство, полагавшееся ей после смерти брата. В 1540 году после смерти зятя она была признана правительницей Монферрато овдовевшей дочерью и несовершеннолетним внуком Франческо. В 1549 году Анна присутствовала на свадьбе этого внука в Мантуе, который умер в следующем году после несчастного случая на охоте. Новым герцогом и маркграфом стал Гульельмо, другой внук вдовствующей маркграфини. Ещё один её внук, Лудовико, несмотря на проимперскую позицию герцогов Мантуи, в 1549 году был отправлен на службу к французскому королю. В 1552 году дело о наследстве Анны, которое ей полагалось после смерти брата, было снова представлено на рассмотрение Парижского парламента.
От покойного брата вдовствующая маркграфиня унаследовала сеньории Ла Герш и Пуансе, и ряд других владений. 14 октября 1554 года она написала своё первое завещание. 22 июля 1556 года Анна продала половину сеньоральных прав во владении Кани. В 1557 году переехала к дочери в Мантую. В августе того же года внесла часть выкупа за внука Лудовико, попавшего в плен во время сражения при Сен-Кантене. В ноябре 1559 года она передала свои владения во французском королевстве внучке Изабелле Гонзага, которая уже после смерти бабушки уступила их матери, а та её брату Лудовико. В 1566 году король Карл IX признал за последним права на сеньории Ла Герш, Пуансе, Шато-Гонтье, Сенонш и Брезоль.

## Поздние годы
Анна Алансонская удалилась в монастырь Святой Екатерины в Казале, в котором подвизались монахини-доминиканки. Здесь она умерла рано утром 9 октября 1562 года (в некоторых источниках днём её смерти указано 12 октября). В своём последнем завещании вдовствующая маркграфиня назначила единственной наследницей внучку, княгиню Франкавиллы Изабеллу Гонзага. 13 октября 1562 года, после панихиды в церкви Святого Доминика, останки Анны Алансонской похоронили в монастыре Святой Екатерины.